# FC Wageningen
El FC Wageningen fue un equipo de fútbol profesional neerlandés que jugó por última vez en la Eerste Divisie de la liga neerlandesa de fútbol, llegando a jugar en la Eredivisie y que fue fundado en 1911. Estaba establecido en la ciudad de Wageningen y jugaba sus partidos en el Wageningse Berg. En 1992 el club cayó en bancarrota y jugó su último partido en mayo de 1992 contra el NAC Breda. Finalmente se disolvió el 30 de junio.

## Palmarés
- KNVB Cup (2): 1939, 1948
- Tweede Divisie (1): 1968

## Futbolistas

### Futbolistas destacados
- Rob McDonald (1980-1981)
- Hans Vonk (1991-1992)
- Derek Swan (1990)
- Michel Doesburg (1990-1992)
- Hans Posthumus (1969-1970)
- Wim Bleijenberg (1951-1952)
- Cas Janssens (1967-1970)
- Robin van der Laan (1990-1991)
- Thijs Waterink (1988-1989)
- Charley van de Weerd (1940-1961)
- Martin Haar (1989)
- Dick Schoenaker (1973-1974)
- Piet Hamberg (1974-1975)
- Frits Goodings (19??-1989)
- Gerdo Hazelhekke (1971-1974 y 1977-1981)

## Entrenadores
| - Gerrit van Wijhe (1948-1951) - Jan Poulus (1951-1955) - Bob Moll (1955-1959) - Han Hokke (1959-1961) - Arend Koolen (1961-1962) - Thim van der Laan (1962-1964) - Bas Paauwe (1964-1968) - Maarten Vink (1968-1973) - Fritz Korbach (1973-1977) - Frans Körver (1977-1980) | - Nol de Ruiter (1980-1982) - Hans Boersma (1982-1984) - Jan van Eijck (1984) - Arie Otten (1984-1985) - Arie Schans (1985-1987) - Piet Schrijvers (1987-1989) - Gerard Brussen (1989) - Piet Buter (1989-1991) - Pim Verbeek (1991-1992) |